# كول أوف جوريز: بوند إن بلود
كول أوف جوريز (بالإنجليزية: Call of Juarez: Bound in Blood)‏ ، هي الجزء الثاني من سلسلة ألعاب كول أوف جوريز ، صدرت في السوق سنة 2009م ، وتعمل لأنظمة بلاي ستيشن 3 وإكس بوكس 360 وويندوز ، وهي من إنتاج شركة تيكلاند البولندية ، وتحدث لفرقة من رعاة البقر أثناء الحرب الأهلية الأمريكية في القرن التاسع عشر الميلادي.

## روابط خارجية
- كول أوف جوريز: بوند إن بلود على موقع IMDb (الإنجليزية)